# Aaron Gagnon
Aaron Gagnon (* 24. April 1986 in Quesnel, British Columbia) ist ein ehemaliger kanadischer Eishockeyspieler, der im Verlauf seiner aktiven Karriere zwischen 2002 und 2020 unter anderem 38 Spiele für die Dallas Stars und Winnipeg Jets in der National Hockey League (NHL) auf der Position des Centers bestritten hat. Zudem absolvierte Gagnon über 230 weitere Partien in der finnischen Liiga und war insgesamt dreieinhalb Jahre beim SC Bern und den SCL Tigers in der Schweizer National League aktiv.

## Karriere

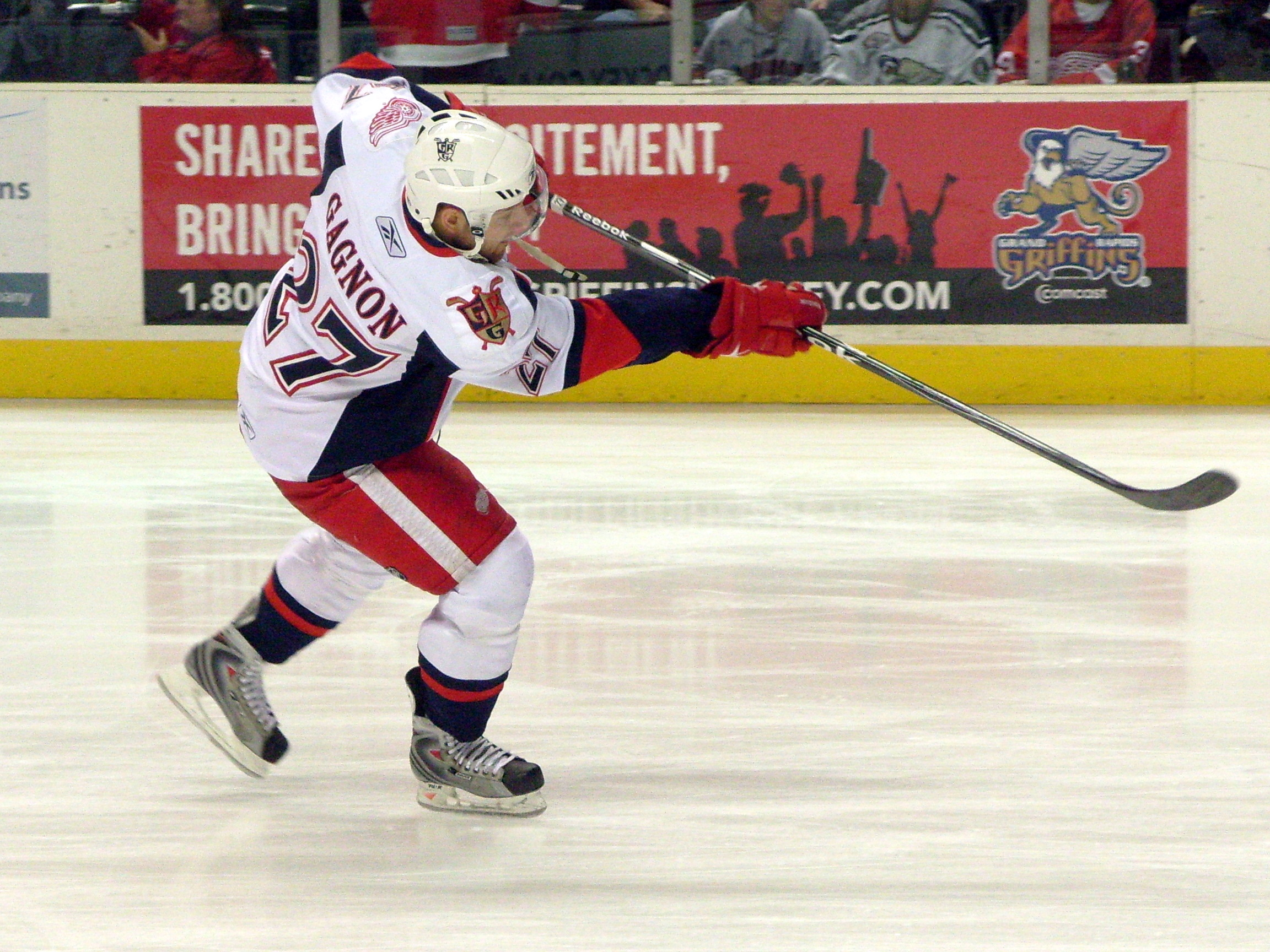
Gagnon im Trikot der Grand Rapids Griffins (2009)

Aaron Gagnon begann seine Karriere als Eishockeyspieler bei den Seattle Thunderbirds, für die er von 2001 bis 2007 in der kanadischen Juniorenliga Western Hockey League (WHL) aktiv war. In diesem Zeitraum wurde er im NHL Entry Draft 2004 in der achten Runde als insgesamt 240. Spieler von den Phoenix Coyotes aus der National Hockey League (NHL) ausgewählt, für die er allerdings nie spielte. Stattdessen erhielt der Stürmer am 2. Februar 2007 als Free Agent einen Vertrag bei den Dallas Stars.
Nachdem Gagnon in seinen ersten beiden Jahren im Franchise der Texaner ausschließlich für deren Farmteams, die Iowa Stars und Grand Rapids Griffins aus der American Hockey League (AHL), sowie die Idaho Steelheads aus der ECHL zum Einsatz kam, gab er am 16. Oktober 2009 im Heimspiel gegen die Boston Bruins sein Debüt in der NHL für Dallas. Für den Rest der Saison 2009/10 wurde der Kanadier in den Kader von Dallas’ neuem AHL-Kooperationspartner Texas Stars eingeteilt. Im Juli 2011 unterzeichnete Gagnon einen Kontrakt für zwei Jahre bei den Winnipeg Jets, kam allerdings vorwiegend für deren AHL-Farmteam St. John’s IceCaps zum Einsatz.
Im Anschluss wurde der Angreifer im August 2013 für zwei Spielzeiten von HV71 aus der Svenska Hockeyligan (SHL) verpflichtet, wechselte aber bereits im Oktober desselben Jahres zu Rauman Lukko in die finnische Liiga. Ende Januar 2017 verließ er Lukko und wechselte zum SC Bern in die Schweizer National League A (NLA), wo er einen Vertrag bis zum Ende der Saison 2016/17 erhielt. Mit dem SC Bern gewann Gagnon am Ende der Saison die Schweizer Meisterschaft und wechselte nach diesem Erfolg innerhalb der Liga zu den SCL Tigers. Dort stand er bis zum Ende der Saison 2019/20 unter Vertrag. Anschließend war er bei MODO Hockey angestellt, ehe der 34-Jährige im November 2020 nach neun Spielen für MODO seine Karriere beendete.

### International
Für Kanada nahm Gagnon an der U18-Junioren-Weltmeisterschaft 2004 teil, bei der er mit seiner Mannschaft den vierten Platz belegte. In sieben Turnierspielen bereitete der Stürmer drei Tore vor.

## Erfolge und Auszeichnungen
| - 2005 WHL West First All-Star Team - 2007 WHL West First All-Star Team - 2007 Brad Hornung Trophy | - 2013 AHL-Spieler des Monats März - 2016 Liiga-Spieler des Monats Januar - 2017 Schweizer Meister mit dem SC Bern |

## Karrierestatistik

### International
Vertrat Kanada bei:
- U18-Junioren-Weltmeisterschaft 2004

(Legende zur Spielerstatistik: Sp oder GP = absolvierte Spiele; T oder G = erzielte Tore; V oder A = erzielte Assists; Pkt oder Pts = erzielte Scorerpunkte; SM oder PIM = erhaltene Strafminuten; +/− = Plus/Minus-Bilanz; PP = erzielte Überzahltore; SH = erzielte Unterzahltore; GW = erzielte Siegtore; 1 Play-downs/Relegation; Kursiv: Statistik nicht vollständig)